# 조귀범
조귀범(1996년 8월 9일 ~ )은 대한민국의 축구 선수이며 주포지션은 공격수이다.

## 축구인 경력

### 선수 경력
2016년 자유 선발로 대구 FC에 입단하였으며, 대구에서는 기존의 포지션이였던 공격수로 입단했지만 R리그를 통해 전 포지션을 소화해냈다
2018년 대전 시티즌으로 이적하였다.
2019시즌 여름 이적시장에서 K3리그의 청주 FC 임대를 갔다.
반 시즌 임대를 마치고 온 뒤 2020시즌 겨울 이적시장에서 김해시청에 입단했다.